# Four Color
Four Color, també coneguda com Four Color Comics i One Shots, va ser una sèrie d'antologia de còmics estatunidenca publicada per Dell Comics entre 1939 i 1962. El títol és una referència als quatre colors bàsics (Four Color vol dir quatre colors en anglès) utilitzats a l'hora d'imprimir còmics (cian, magenta, groc i negre en aquell moment). Els primers 25 números es coneixen com a "sèrie 1". A mitjans de 1942, la numeració va començar de nou i va començar la "sèrie 2". Després dels cent primers números de la segona sèrie, Dell va deixar de posar la designació de "Four Color Comics" als llibres, però van continuar amb el sistema de numeració durant vint anys.
Es van publicar més de 1.000 números, normalment amb diversos títols publicats cada mes. Una comptabilització exacta del nombre real de números únics produïts és difícil perquè es van saltar números en diverses ocasionals i també es van incloure una sèrie de números de reimpressió. No obstant això, la Overstreet Comic Book Price Guide (Llibre guia de preus d'Overstreet Comic) enumera més de 1.000 números individuals, que acaba amb el número 1354. L'historiador del còmic Alberto Becattini cita 1332 números. Actualment ostenta el rècord de la majoria de números produïts d'un còmic estatunidenc; el seu rival més proper, Action Comics de DC, va assolir la fita dels 1.000 números el 2018.
Four Color va publicar molts dels primers còmics amb llicència de Disney; al voltant del 20 per cent dels números de Four Color es van dedicar als personatges de Disney.

## Història
A diferència de la majoria de sèries de còmics de l'època, que es dedicaven a un personatge o eren antologies amb col·leccions d'històries protagonitzades pels personatges de dibuixos animats d'un estudi concret, Four Color dedicava cada número individual a diferents personatges. Un número podria incloure un personatge de dibuixos animats popular, mentre que el següent podria ser una adaptació d'una pel·lícula o sèrie de televisió popular. La frase "one shot" s'utilitzava en el codi de l'editor a la primera pàgina interior de la primera història. Per exemple, el número 223 (1949) es va denominar DDOS 223 que es tradueix com a Donald Duck One-Shot nº 223. La majoria dels títols de Four Color presentaven propietats amb llicència; es van crear relativament pocs caràcters originals per a la línia. El primer còmic de Four Colors va incloure l'heroi en de la sèrie de tires còmiques i pel·lícules Dick Tracy; l'últim (amb el número 1.354, sèrie 2, d'abril-juny de 1962) es basava en la sèrie de televisió Calvin and the Colonel.
L'historiador de còmics Gary Brown va escriure: "A la sèrie Four Color, tens una bona idea de com era Amèrica als anys 50. És cert que pot ser una versió blanca i de classe mitjana del país, però la sèrie va arribar a totes les modes, cada icona i cada peça popular de la cultura que Amèrica va abraçar durant aquest període. Els còmics de Dell publicaven entre una i mitja dotzena de títols de Four Color al mes, que tractaven temes com el Vell Oest, personatges d'animació, tires còmiques de diaris, programes de ràdio, programes de televisió, pel·lícules i fins i tot música pop. En la seva major part, la sèrie va reflectir el que va entretenir els Estats Units a la dècada de 1950, i no només els nens, sinó també els adults."
Molts dels primers números de Four Color eren reimpressions de tires còmiques dels diaris; la primera sèrie incloïa Dick Tracy, Little Orphan Annie, Mickey Mouse, Donald Duck i Terry and the Pirates, entre d'altres. Els dos únics números de la primera sèrie que van publicar històries de còmics es van basar en noves pel·lícules de Walt Disney. El número 13 va incloure una adaptació de The Reluctant Dragon i una adaptació de Dumbo va ser el focus del número 17.
Les reimpressions de les historietes van continuar fins ben entrada la segona sèrie de 1942. Dels deu primers números, vuit són reimpressions de tires, incloent Little Joe, Harold Teen, Alley Oop i Flash Gordon. Les dues primeres històries originals de la segona sèrie són el número 5, Raggedy Ann i Andy i el número 9, Donald Duck Finds Pirate Gold. La sèrie va continuar amb les reimpressions de Dick Tracy fins al número 163 (setembre de 1947), Little Orphan Annie fins al número 206 (desembre de 1948) i Harold Teen fins al número 209 (gener de 1949).
Però l'enfocament de la sèrie es va traslladar a les històries de còmics originals, i aviat el propòsit principal de Four Color va ser un aparador de prova per a noves sèries potencials de Dell Comics. Per exemple, Tarzan i Little Lulu a principis de 1948 van llançar els seus propis títols (començant pel núm. 1) després de demostrar-se amb una sèrie de proves de Four Color. Tanmateix, durant la dècada de 1940, la transició no sempre va ser tan ràpida, ja que diversos personatges d'animals antopomorfs destacats van protagonitzar entre 20 i 30 números de Four Color (aquests inclouen Mickey Mouse, Donald Duck i Porky Pig). L'historiador de còmics Michael Barrier assenyala que a principis de la dècada de 1950, Dell semblava donar més èmfasi a les vendes de subscripcions (promocionades mitjançant obsequis premium com a part del Dell Comics Club), que necessitaven sèries estables en lloc de one-shots.
En un moment del 1951, alguns números de Four Color van ser numerats doblement, reflectint les emissions de personatges concrets; així, els números 318 i 328, amb l'ànec Donald, portaven la notació "núms. 1–2" a la portada sota el número de sèrie Four Color. Això pot indicar que en aquell moment s'estava pensant en l'eventual transició d'aquests personatges de one-shot als seus propis títols. De fet, a principis de la dècada de 1950, es va fer més freqüent que abans que títols de Four Color, si eren prou populars, es convertissin en sèries independents en curs. En alguns casos, la numeració dels d'aquests spin-off tenia en compte els números anteriors de Four Color (encara que de vegades es comptaven malament els one-shots; Donald Duck va començar amb el número 26 malgrat la publicació de vint-i-nou números previs de Four Color amb el personatge).
Identificar els còmics de Four Color pot ser un repte, ja que només els números publicats entre el 1940 i el 1946 portaven el títol Four Color Comics a la portada.
Four Color va acabar la seva carrera al mateix temps que la col·laboració de Dell amb Western Publishing. Posteriorment, Western va formar una empresa competidora, Gold Key Comics, i es va fer càrrec d'una sèrie de llicències que abans tenia Dell. Això incloïa nombrosos títols presentats sota l'estendard de Four Color que després van continuar com a sèries en curs amb Gold Key; això incloïa la majoria de les propietats de Disney i Hanna-Barbera.